# Frassinere
Frassinere  è una frazione del comune di Condove situata a 984 m s.l.m. Prima di essere aggregata a Condove fu un comune della bassa Valle di Susa.

## Etimologia
Nel dizionario della toponomastica Piemontese di Dante Olivieri il toponimo Frassinere (come quelli simili di Frassino, Frassineto Po o Frassinetto) viene fatto derivare dal latino fraxinus (frassino in italiano).

## Geografia fisica
Il paese è collocato sul versante esposto a sud della valle di Susa ed occupa un terrazzo in destra idrografica della profonda incisione del torrente Gravio. Attorno alla parrocchiale di Santo Stefano situata nella borgata Borla e alle contigue borgate Comba e Vayr sono distribuiti parecchi piccoli centri abitati in permanenza (almeno un tempo) come Alotti, Sinati, Sinette, Molette, Reno, Mogliassi, Oliva, Ville Inferiori, Ville Superiori, Bar e Maffiotto; più in alto si trovano invece alpeggi frequentati durante la bella stagione.
La SP 200 di Condove collega il paese con il capoluogo comunale (a valle) passando per Mocchie.

## Storia

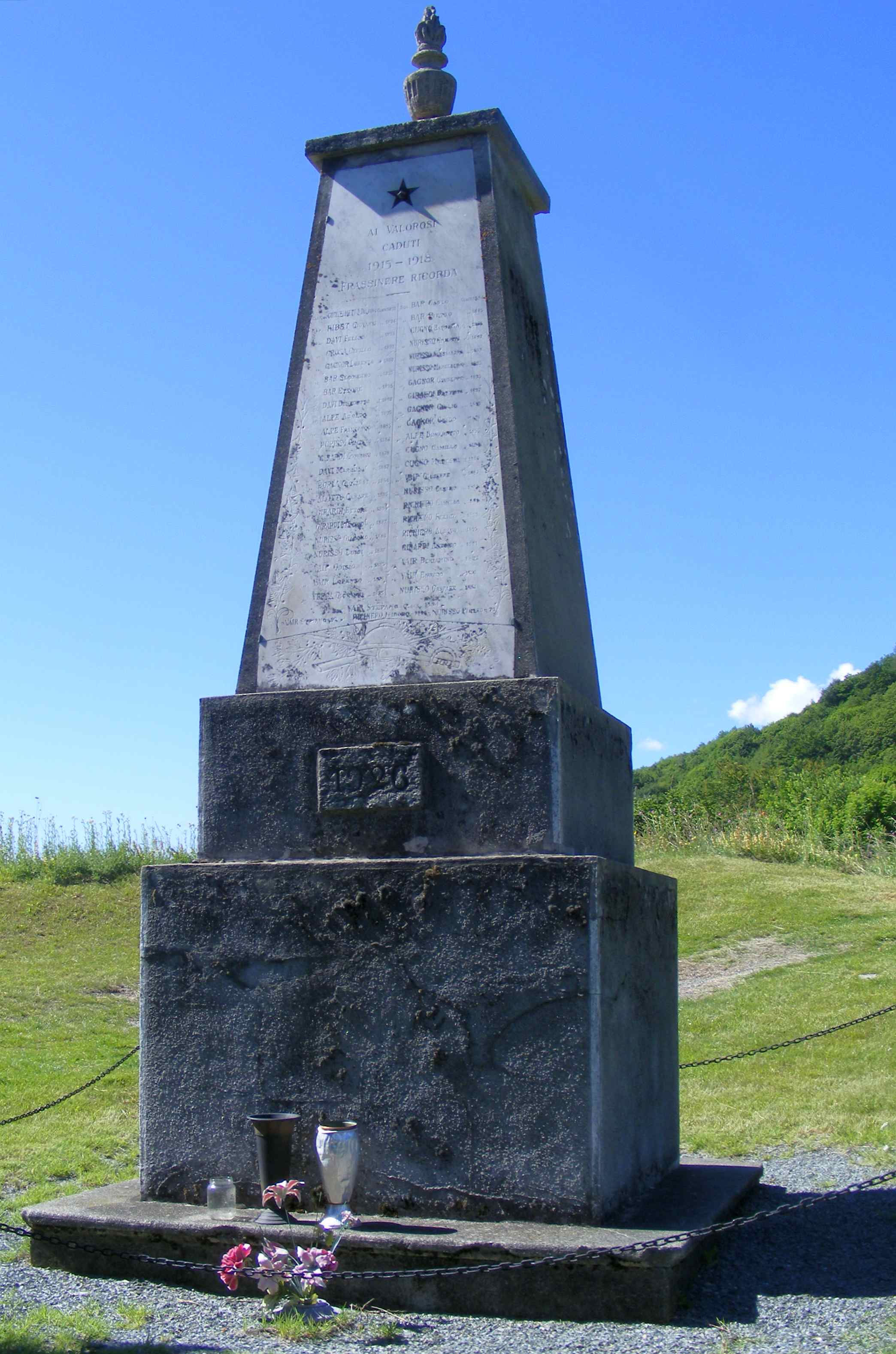
Il monumento ai caduti della prima guerra mondiale

Collocato nel vallone del Gravio il territorio di Frassinere si trova in posizione marginale rispetto ai borghi e ai castelli del fondovalle, interessati da un intenso traffico di uomini e merci legato prima alla viabilità romana e poi, nel medioevo, alla presenza di uno dei rami della Via Francigena.
La zona si specializzò nella pastorizia e nelle produzioni lattiero-casearie e fu per lungo tempo controllata dal monastero di San Giusto di Susa. Dopo la soppressione della giurisdizione abbaziale Frassinere fu infeudata alla famiglia Bonaudo, la cui signoria fu però rapidamente interrotta dagli avvenimenti seguiti alla rivoluzione francese e all'arrivo delle truppe napoleoniche.
La popolazione di Frassinere fu per lungo tempo più consistente di quella del vicino centro di Condove, situato nel fondovalle, mentre l'ex-comune di Mocchie, anch'esso a mezzacosta sul versante solatio della Val Susa, aveva un numero di abitanti ancora maggiore.
La popolazione dei tre comuni, nei censimenti dell'Italia post-unitaria, era così distribuita:
| Anno | Condove | Frassinere | Mocchie |
| ---- | ------- | ---------- | ------- |
| 1861 | 972     | 1546       | 2410    |
| 1871 | 1102    | 1700       | 2595    |
| 1881 | 1117    | 1817       | 2811    |
| 1901 | 1266    | 1729       | 2611    |
| 1911 | 2571    | 1565       | 2564    |
| 1921 | 2708    | 1562       | 2272    |
| 1931 | 2411    | 1251       | 2002    |
| 1936 | 2469    | 1114       | 1903    |

Almeno fino agli anni trenta del Novecento nella frazione Maffiotto, una delle più alte del comune, fu attiva una scuola elementare.
Il comune di Frassinere venne aggregato a Condove l'8 luglio 1936, assieme con la vicina Mocchie, con provvedimento pubblicato sulla Gazzetta Ufficiale del 23 giugno 1936. 
Tale unione avvenne su richiesta dei tre comuni interessati, i quali però ottemperarono in questo modo ad un suggerimento della prefettura. Non furono estranee all'annessione a Condove le pesanti difficoltà economiche nelle quali si trovavano al tempo le amministrazioni di Mocchie e di Frassinere, dovute in particolare alle spese sostenute per la costruzione della strada che ancora oggi ne collega i loro territori con il fondovalle.
Il comune di Condove era invece a quel tempo più florido grazie alla recente industrializzazione del territorio di fondovalle e poté accollarsi i debiti delle altre due amministrazioni.

## Edifici di interesse

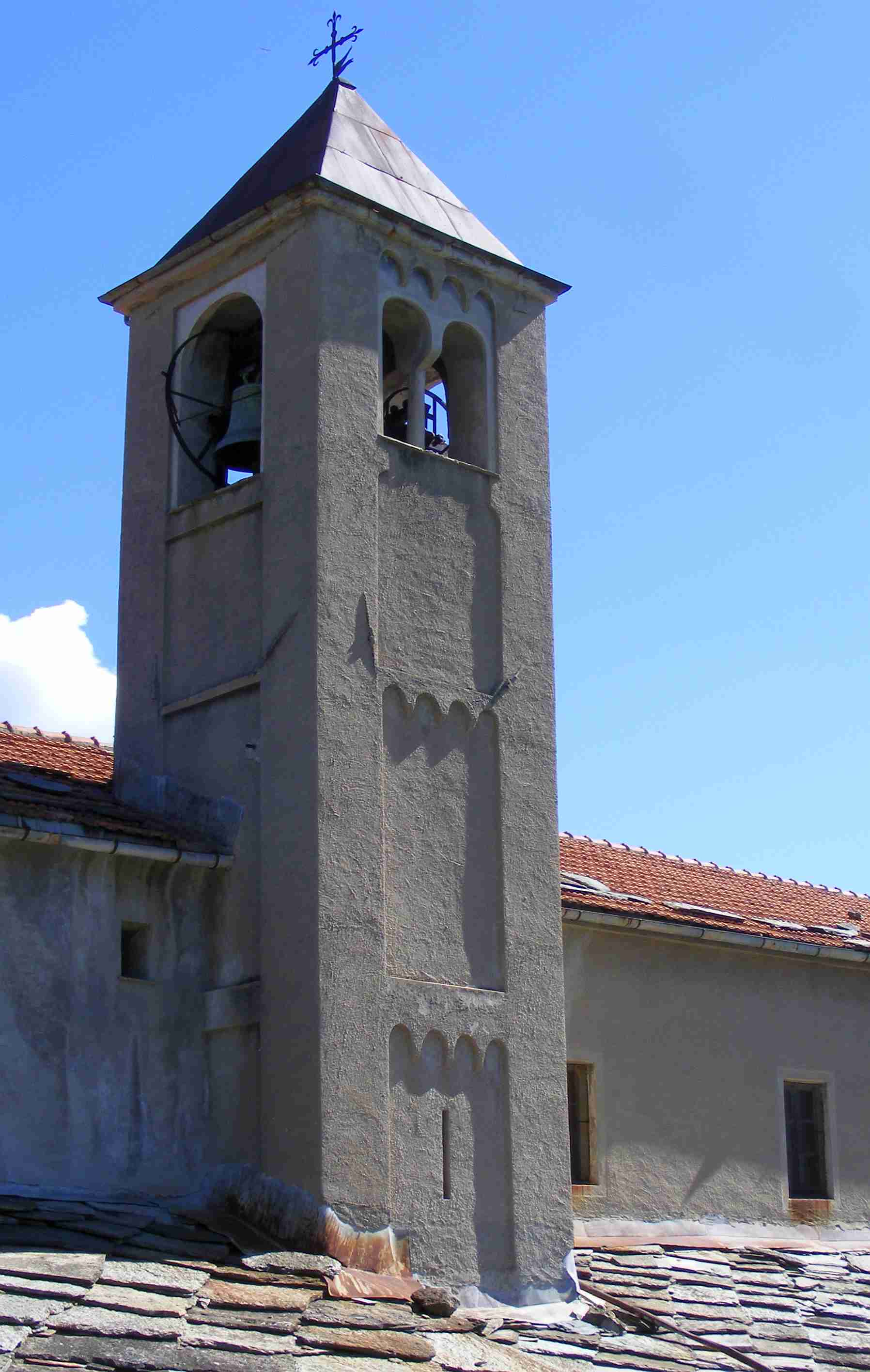
Il campanile romanico della chiesa di Santo Stefano

- Parrocchiale di Santo Stefano: già menzionata nel 1065, anno nel quale il vescovo di Torino Cuniberto la donò alla Prevostura di San Lorenzo di Oulx, venne ricostruita varie volte e poi ampliata nel 1862. Il campanile si è invece conservato in forme romaniche.[7]